# Skalina, Kărdjali
Skalina (în bulgară Скалина) este un sat în comuna Djebel, regiunea Kărdjali,  Bulgaria. 

## Demografie
Componența etnică a satului Skalina
     Turci (71,42%)
     Bulgari (14,28%)
     Nicio identificare (14,28%)
     Altele (0%)
La recensământul din 2011, populația satului Skalina era de 56 locuitori. Din punct de vedere etnic, majoritatea locuitorilor (71,42%) erau turci, cu o minoritate de bulgari (14,28%). Pentru 14,28% din locuitori nu este cunoscută apartenența etnică.